# Pakość
Pour l’article homonyme, voir Pakość (Poméranie-Occidentale).
Pakość est une ville de Pologne, située dans la voïvodie de Couïavie-Poméranie. Elle est le siège de la gmina de Pakość, dans le powiat d'Inowrocław.

## Histoire
Pakosch fait partie de 1818 à 1919 de l'arrondissement de Mogilno dans le district de Bromberg au sein de la province de Posnanie.